# Jizya
Jizya är en årlig skatt som dhimmi (icke-muslimska medborgare i muslimska stater) förutsätts betala som skyddad medborgare med rätt till religionsutövning, sjukvård, militärt skydd, pension och utbildning. Genom att betala jizya försvinner även plikten att vara med i militären. Detta har sin grund i att icke-muslimerna inte ska bli påtvingade att ansluta sig till den islamiska armén. Jizya betalas inte av kvinnor, barn eller seniorer, utan betalas enbart av män i medelåldern. I och med att Islam förbjuder påtvingadet av religion (Det ska inte finnas något tvång i [acceptans av] religionen, Koranen 2:256), så är Jizya ett substitut till den islamiska skatten (Zakaat-Ul Maal och Zaakat-Ul Fitr). I
Islamiska jurister betraktar jizya som en lösensumma för att bevara liv och ytterligare skydd mot inre och yttre fiender vid erövring. Kvinnor, äldre svaga, handikappade, tiggare, slavar, munkar (fram till början av 800-talet) och icke--muslimska som kämpade i den muslimska armén var befriade från att betala skatt.

## Bakgrund
Begreppet jiziya kommer från persiskan och var namnet på sasanidernas kapitationsskatt. Ordet nämns bland annat i Koranen och i hadither: 
"Kämpa mot dem [djihad] som, trots att de [förr] fick ta emot en uppenbarad Skrift [judar och kristna], varken tror på Gud eller på den Yttersta dagen och som inte anser som förbjudet det som Gud och Hans sändebud har förbjudit och inte iakttar den sanna religionens bud - [kämpa mot dem] till dess de erkänner sig besegrade och frivilligt betalar skyddsskatten." (Koranen 9:29)
Dess syfte har varit bland annat att utgöra kompensation för militärt beskydd, eftersom icke-muslimer ej var förpliktigade till militärtjänstgöring och inte skulle bära vapen. Personer som valde att konvertera till islam behövde inte längre betala jizya men förpliktigades istället att betala den muslimska beskattningsformen zakat som är en allmosa till de fattigas försörjning och vanligen uppbärs i samband med ramadan. Zakat är reglerad i sunna och brukar vara ca 2,5 % av tillgångarna. 

## Storlek
Jizya har varierat i storlek beroende på var och när den krävts in. Skatten har i vissa fall varit så låg som en dinar (ca 4,235g guld) och i andra fall upp emot 10-50% av inkomstskatten per år. Vissa härskare har historiskt beslutat om ett fast belopp, och reducering för fattiga. 
I modern tid har extremistiska islamiska rörelser använt Koranens påbud om jizya för att själva utkräva denna skatt, då demokratifrämjande muslimska stater inte regelmässigt krävt in den i sådan omfattning, exempelvis i Pakistan, Egypten och Irak. Fortfarande används jizya till exempel för icke-muslimska turkcyprioter. Lagtexten hedaya anger att en icke-muslim generellt kan beskattas dubbelt mot en muslim.  I länder som tillämpar sharia kan jizya ingå i den officiella lagen.

## Användning
Jizya har uppfattats som ett villkor för att få leva under muslimskt styre och utöva annan tillåten religion än islam, eftersom Koranen uppmanar att inte med våld tvinga kristna och judar att konvertera (Koranen 9:5). Den muslimske juristen och teologen Fakhr al-Din al-Razi föreslog dock i sin tolkning av Koranen 9:29 att jizya är ett incitament för konvertering. Han hävdar i sin tolkning att det inte är avsett att bevara existensen av misstro (kufr) i världen. Snarare, hävdar han, tillåter jizya icke-muslimen att leva bland muslimer och delta i den islamiska civilisationen i hopp om att icke-muslimen kommer att konvertera till islam.